# Völklingen
Völklingen ou Vœlklange  (francique mosellan : Välglinge) est une ville en Sarre, située dans le district de Sarrebruck, en Allemagne.
La ville, située en partie dans la région naturelle du Warndt (écarts de Fenne, Fürstenhausen, Geislautern, Ludweiler et Lauterbach) et baignée par la Sarre, est après Sarrebruck, Neunkirchen et Hombourg, la quatrième ville la plus peuplée de la Sarre. La commune fait frontière avec la France.
À Völklingen se trouve l'usine sidérurgique de Völklingen, la Völklinger Hütte, classée au Patrimoine Culturel Mondial.
La ville de Völklingen a connu en 1962, le 7 février, le 2e plus grave accident minier d'Allemagne, dans une mine de charbon du quartier de Luisenthal, qui a provoqué la mort de 299 mineurs et en a blessé 70 autres.

## Histoire
| Appartenances historiques Comté de Sarrebruck 1080-1391 Nassau-Sarrebruck 1391-1797 République cisrhénane (Sarre) 1797-1802 République française (Sarre) 1802-1804 Empire français (Sarre) 1804-1813 Royaume de Prusse (Grand-duché du Bas-Rhin) 1815-1822 Royaume de Prusse (Province de Rhénanie) 1822-1918 Empire allemand (Province de Rhénanie) 1871-1918 République de Weimar 1918-1920 Territoire du bassin de la Sarre 1920-1935 Reich allemand 1935-1945 Allemagne occupée 1945-1947 Protectorat de Sarre 1947-1956 Allemagne 1956-présent |

## Quartiers
- Völklingen
- Fenne
- Fürstenhausen
- Geislautern
- Heidstock
- Lauterbach (était une commune autonome jusque fin 1973). Sous l'administration française, Lauterbach était appelé Loutrebach. Le village de Lauterbach a été fondé par des verriers catholiques sur décision datée du 11 février 1707 prise par Ludwig Craft, comte de Nassau-Sarrebruck[1].
- Ludweiler
- Luisenthal
- Wehrden

## Sports
La ville dispose de plusieurs installations sportives, dont le Hermann-Neuberger-Stadion, qui accueille la principale équipe de football de la ville, le Röchling Völklingen.

## Galerie de photographies

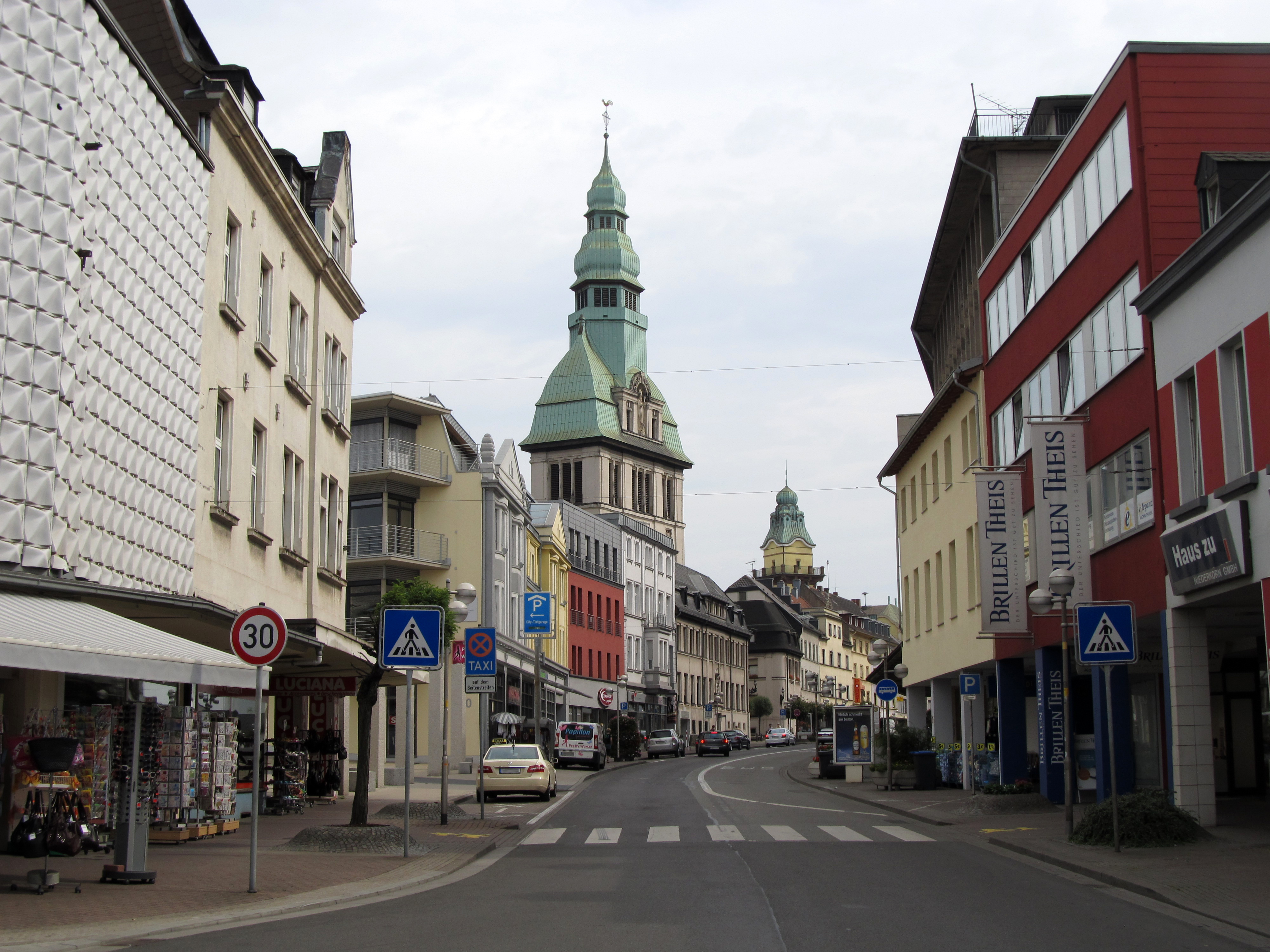
Völklingen, centre-ville.
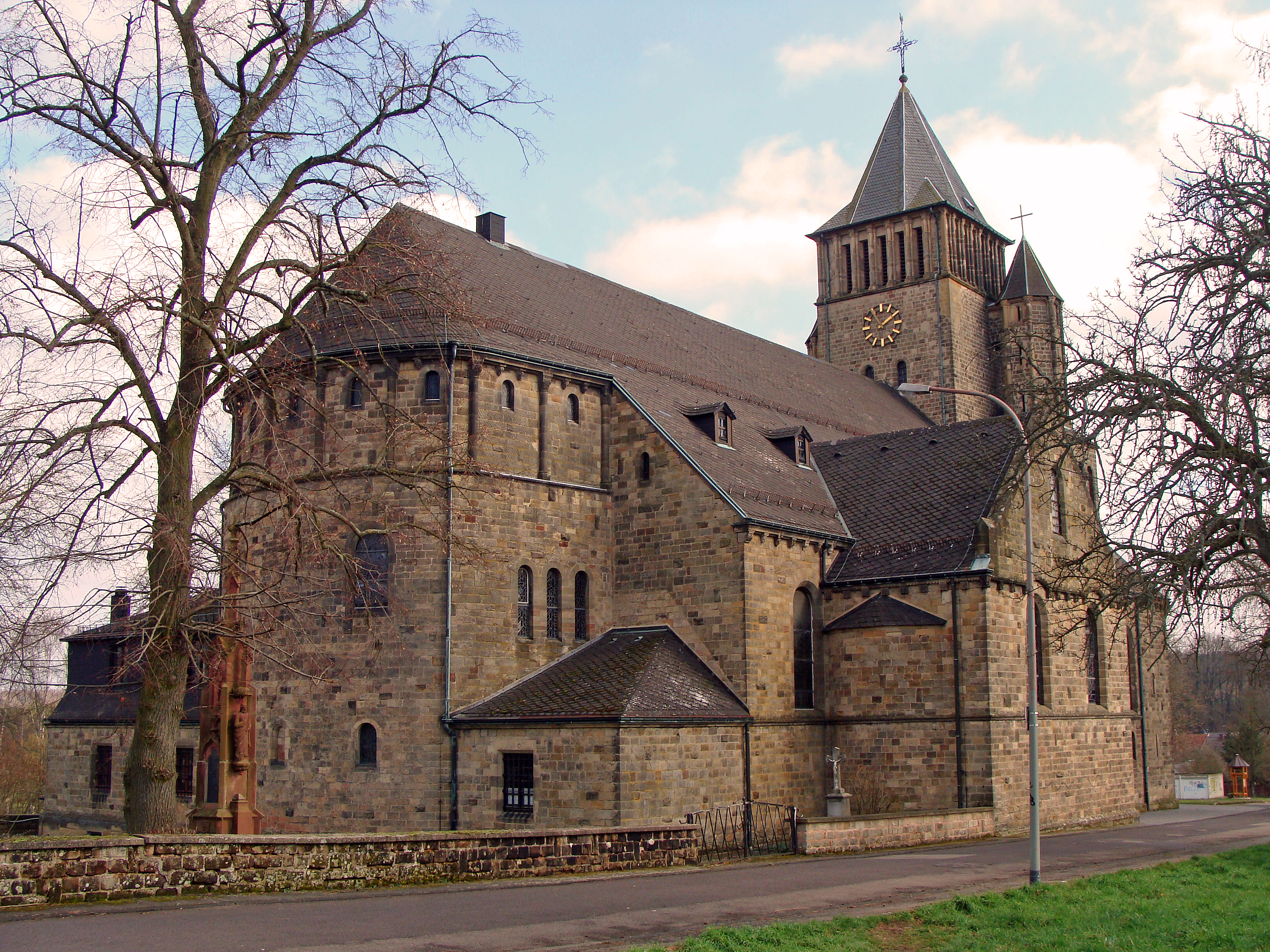
L'église Sankt-Paulinus de Lauterbach.
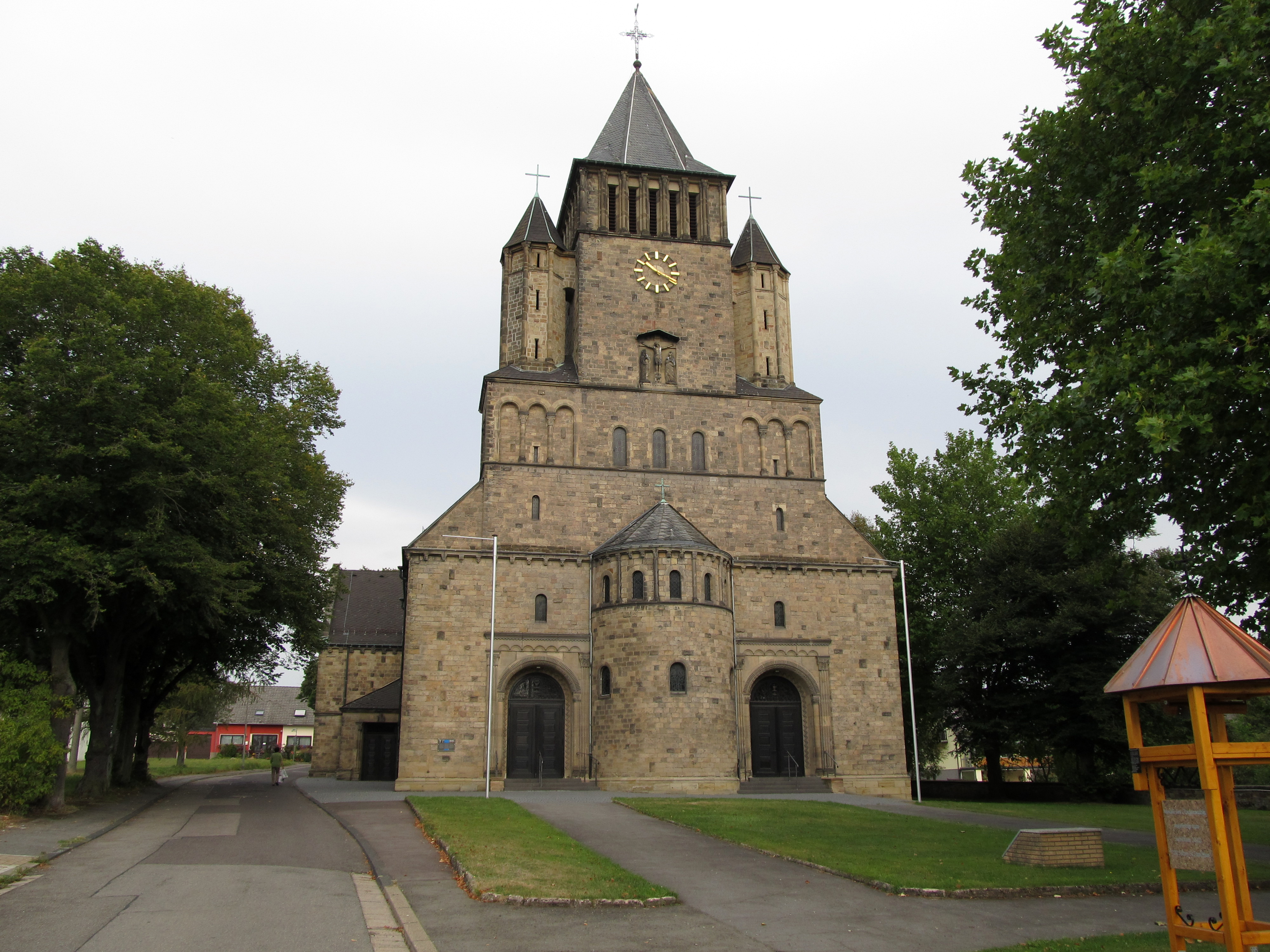
Sankt-Paulinus (façade).
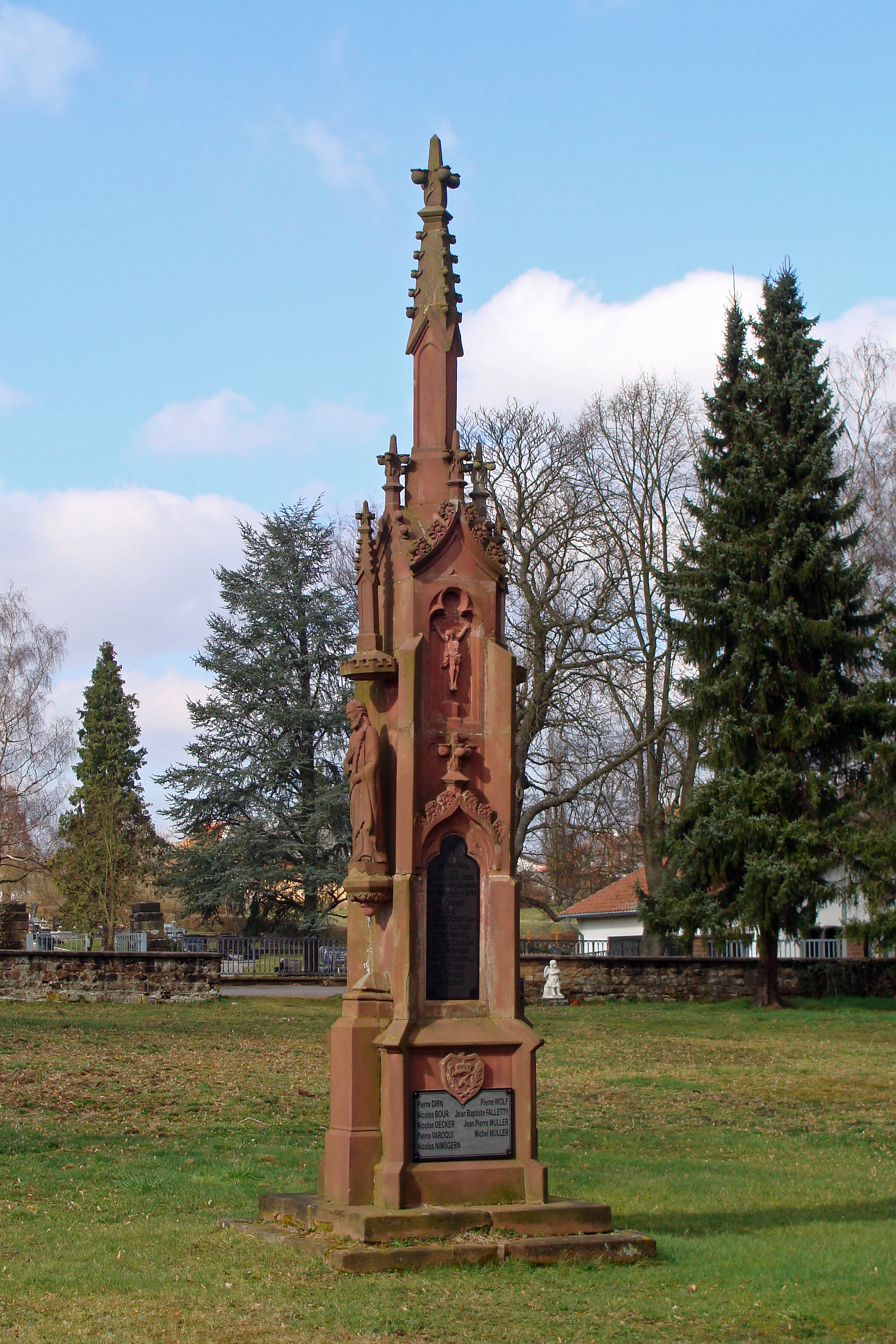
Monument de la catastrophe minière de L'Hôpital (Moselle) érigé à Lauterbach.
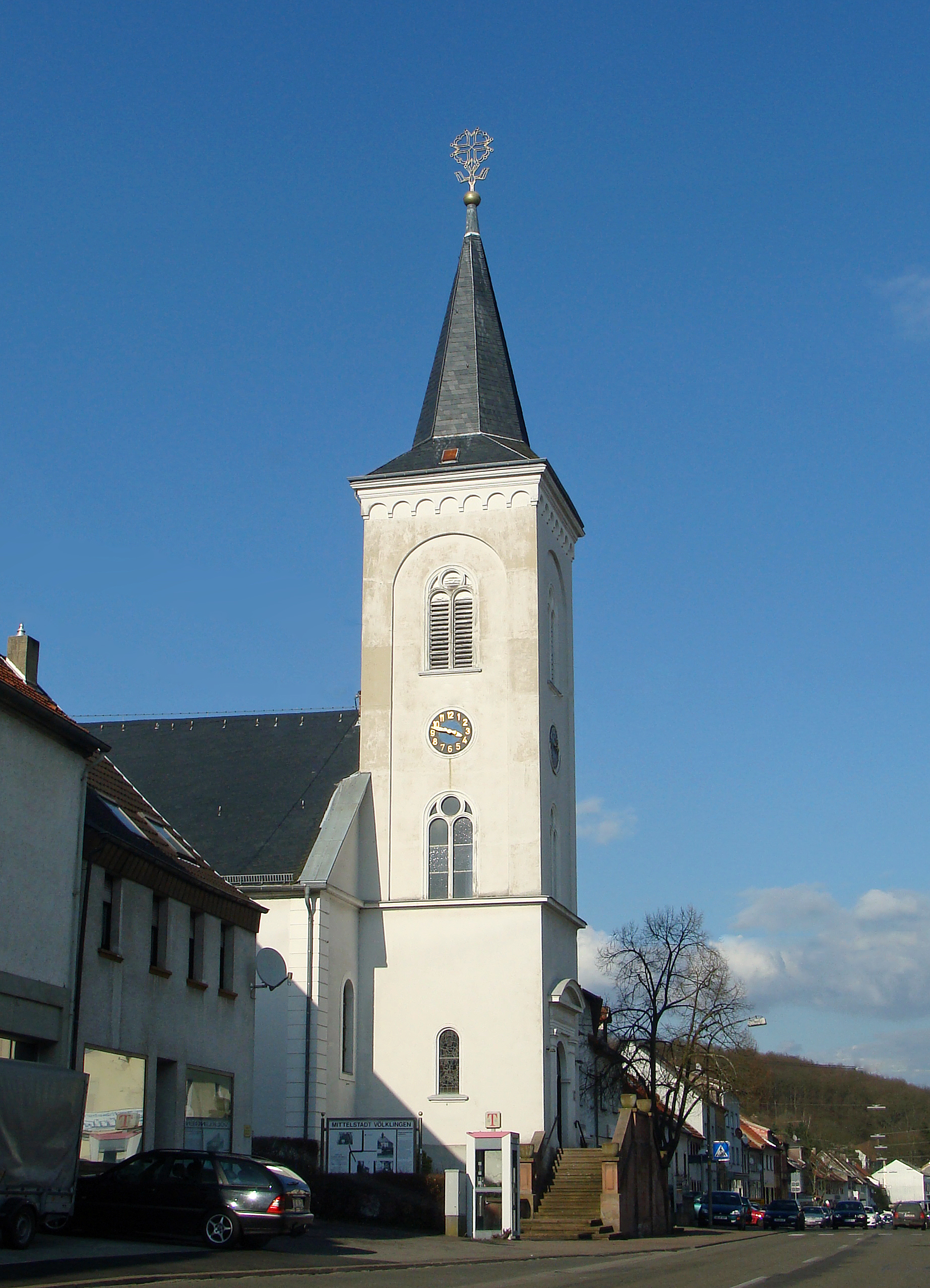
Église des Huguenots de Ludweiler.
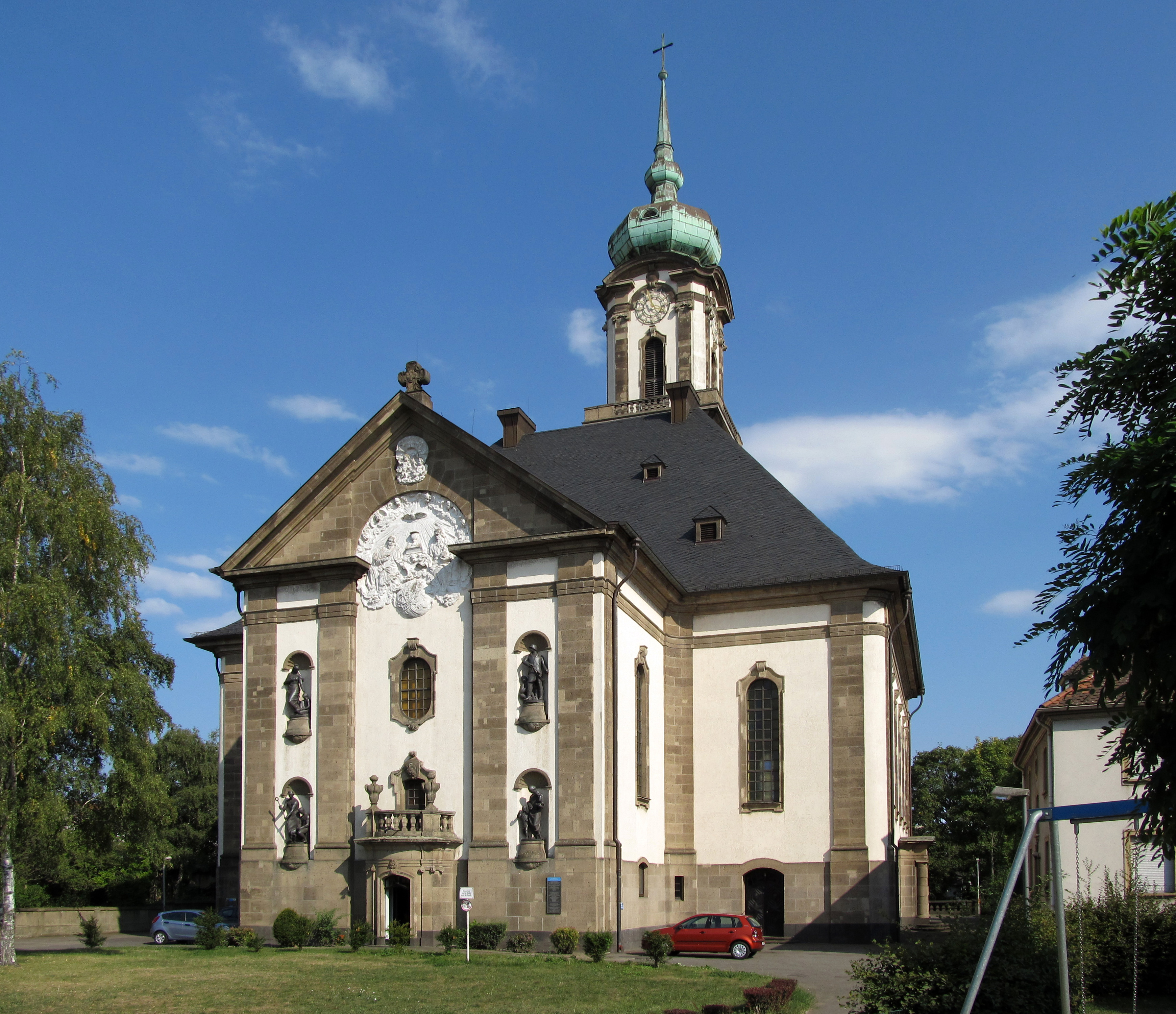
Versöhnungskirche (église de réconciliation) de Völklingen.
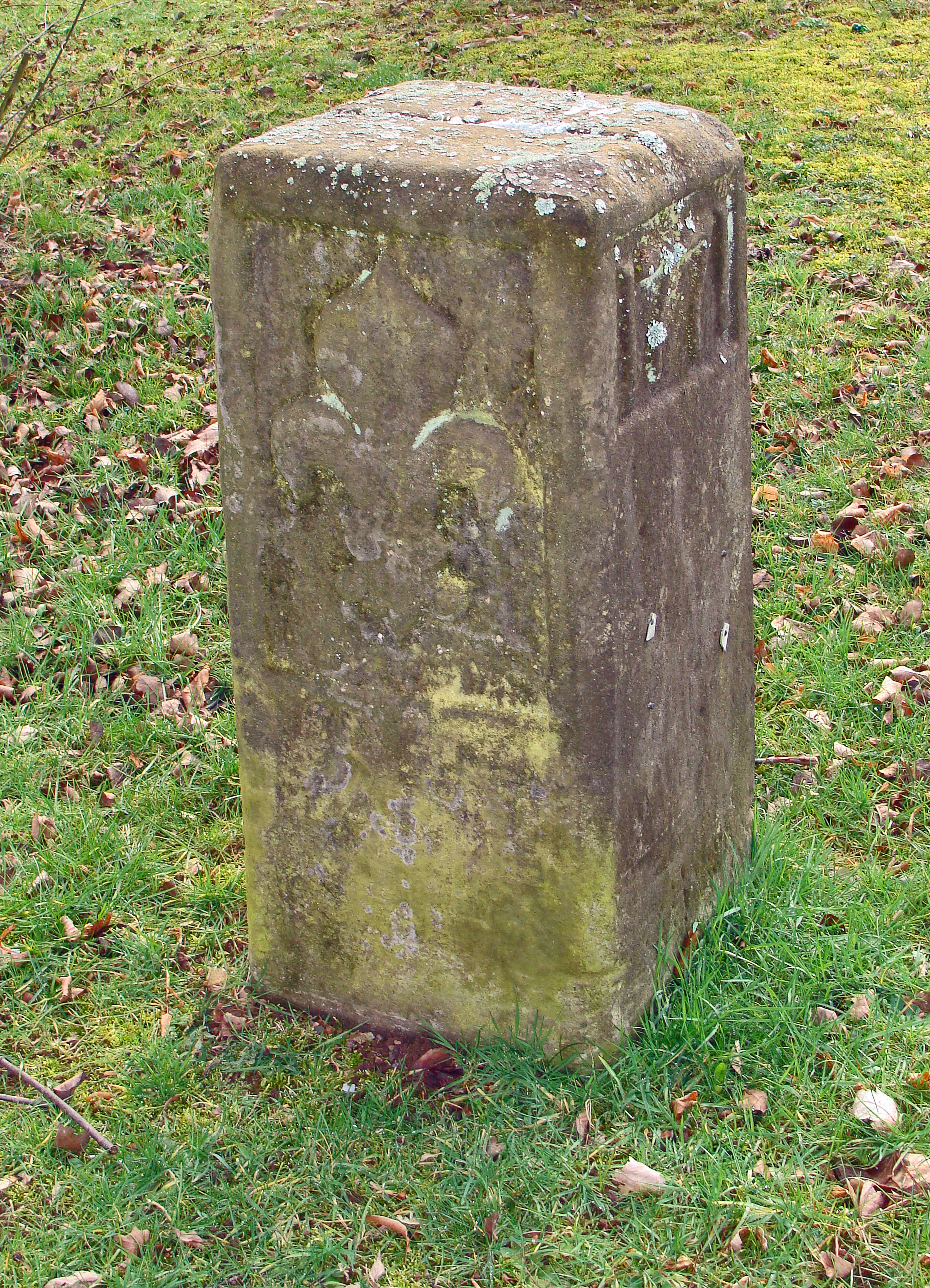
Borne frontière XVIIIe portant fleur de lys située à l'origine à L'Hôpital (Moselle). Cette borne a été déplacée et se trouve placée près de l'église de Lauterbach.
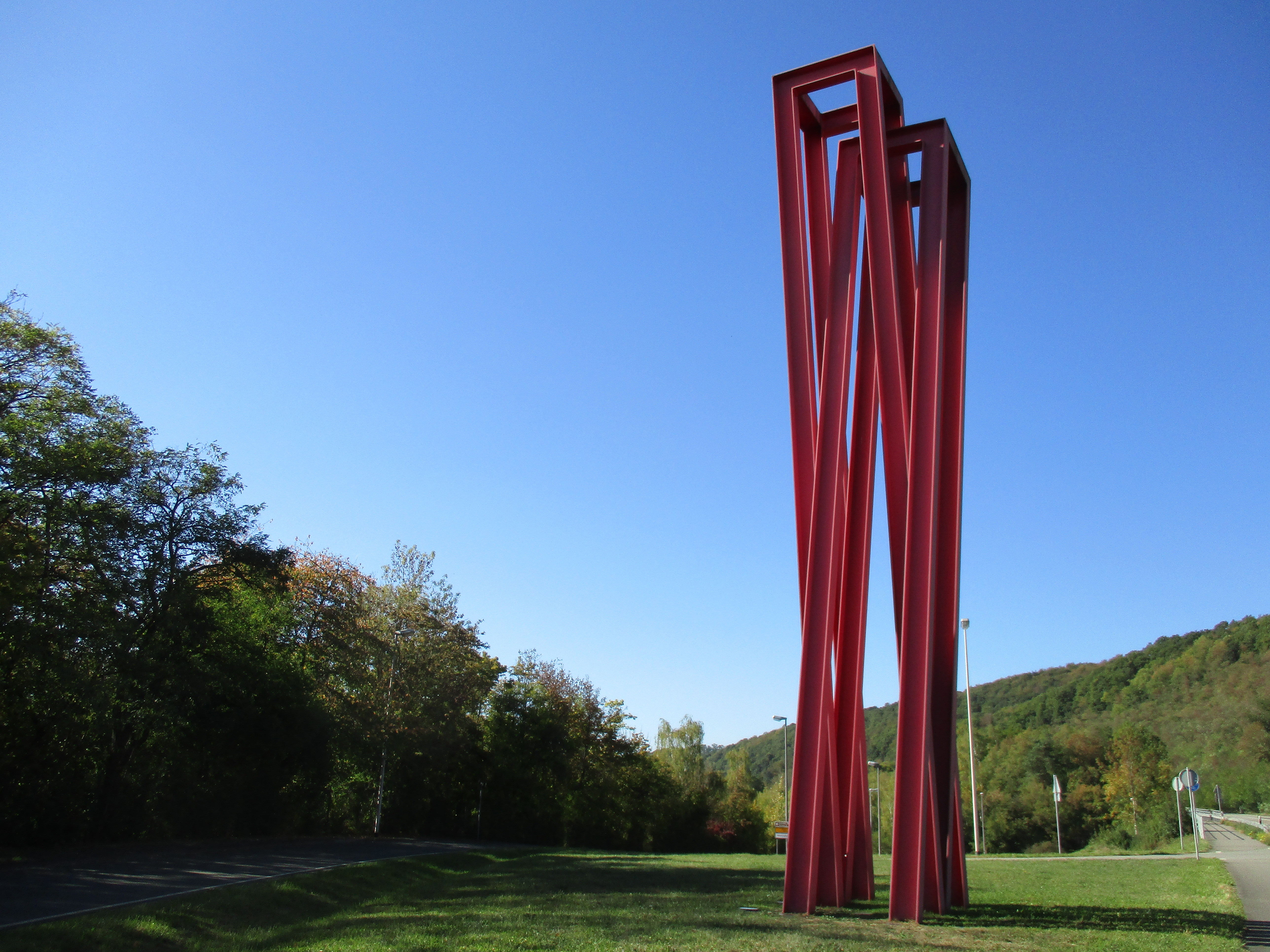
Kubushochzeit.

## Personnalités liées à la ville
- Hermann Röchling (1872-1955), criminel de guerre condamné à Nuremberg en 1946.
- Johannes Hoffmann (1890-1967), homme politique mort à Völklingen.
- Richard Kirn (1902-1988), homme politique mort à Völklingen.
- Andreas Baltes (1930-2001), homme politique mort à Völklingen.
- Boris Henry (né en 1973 à Völklingen), athlète allemand, grand spécialiste du lancer du javelot.

## Jumelages
La ville de Völklingen est jumelée avec :
- Les Lilas (France) ;
- Forbach (France) ;
- Ars-sur-Moselle (France).